# Pseudocumène
Le pseudocumène ou 1,2,4-triméthylbenzène est un composé aromatique de formule brute C9H12. Il est constitué d'un cycle benzénique substitué par trois groupes méthyle aux positions 1, 2, et 4. Avec l'hémimellitène et le mésitylène, c'est l'un des trois isomères du triméthylbenzène. Ce composant de nombreux solvants est un polluant pour l'eau, et un produit toxique ; faiblement irritant pour les muqueuses et la peau, il peut avoir un effet dépresseur sur le système nerveux central pouvant conduire à des troubles chroniques.

## Propriétés
Ce liquide huileux incolore et inflammable a une odeur aromatique caractéristique. Plus léger que l'eau, il y est quasi insoluble.
Il est peu à très peu volatil.
Ses vapeurs forment avec l'air un mélange explosif quand il est chauffé au-dessus de son point d'éclair (50 °C),. Avec une température d'auto-inflammation de 485 °C,, il appartient  à la classe de température T1. Il présente un risque d'explosion en cas de contact avec des oxydants et l'acide nitrique.

### Toxicité, écotoxicité, risques pour la santé
Le pseudocumène présente des risques aigus et chroniques pour la santé, soupçonnés dès les années 1930.
Son métabolisme et son excrétion (de même que ceux de les deux autres isomères du triméthylbenzène, l'hémimellitène et le mésitylène) sont étudiés chez le rat dans les années 1970.
Outre des effets d'irritation respiratoire, des effets neurotoxiques (déplétion respiratoire), comportementaux et sensoriels (diminution des seuils et temps de perception de la douleur) ont été démontrés par Z. Korsak et al. (1995), après exposition (aiguë : 1230 à 9840 mg/m3 soit 250 à 2 000 ppm, par inhalation) de rats et souris mâles au 1,2,4-triméthylbenzène (pseudocumène) pour des expositions de 6 minutes chez la souris et de 4 heures chez le rat. Sur la base des valeurs RD50 qu'ils ont notées, les auteurs ont suggéré des valeurs MAC pour le pseudocumène 85 mg/m3 (17,0 ppm), soit bien moins que les valeurs de RD50 antérieurement proposées (sur la base des irritations uniquement, par l'ACGIH TLV (125 mg/m3 ou 25 ppm) ou la Pologne en 1995 (100 mg/m3 ou 20 ppm). Korsak et al. (1995) suggèrent alors des études toxicologiques plus approfondies, également car des effets hématopoïétiques semblent possibles en conditions d'exposition subchronique.
Une unique exposition (par inhalation) a effets dose-dépendant, neurotoxiques chez le rat et également irritant (des voies respiratoires) chez la souris.
Le test de performance du rotarod (CE50 = 954 ppm) et une diminution de la sensibilité à la douleur (CE50 = 1 155 ppm) sont décrits. La concentration de pseudocumène qui a réduit la fréquence respiratoire de 50% chez les souris Balb/C (RD50) était de 578 ppm. Une exposition répétée de 90 jours par inhalation de rats au pseudocumène à des concentrations de 25, 100 et 250 ppm a entraîné des modifications pathologiques de l'appareil respiratoire dépendant de la concentration, ainsi qu'une érythropénie, une leucocytose et une diminution du temps de coagulation. L'ultrastructure des pneumocytes (type II) a été affectée à une concentration de 250 ppm. Une augmentation de la teneur totale en protéines, des activités LDH, bêta-glucuronidase et phosphatase dans le surnageant de lavage bronchoalvéolaire est notée .
Le test de performance Rotarod a également révélé des effets neurotoxiques du composé pendant et 14 jours après une exposition répétée de 90 jours. Sur la base de l'irritation des voies respiratoires, des effets hématopoïétiques et neurotoxiques, une NOAEL de 25 ppm et une LOAEL de 100 ppm ont été proposées en 1995 par Jajte et al..
La neurotoxicité des isomères du triméthylbenzène (pseudocumène, mésitylène et hémimellitène) est documentée chez le rats de laboratoire mâle exposé de manière aiguë et subchronique (inhalation durant 4h). Tous les isomères du triméthylbenzène ont causé des perturbations dose-dépendantes, l'hémimellitène se montrant le plus toxique, devant le mésitylène lui même plus toxique que le pseudocumène. Les auteurs précisent que 15 jours après l'arrêt de l'exposition au pseudocumène ou à l'hémimellitène, aucune aucune amélioration de performance au test rotarod n'était observée. En 1997, Gralewicz constate, sans pouvoir l'expliquer que « le toilettage a augmenté de manière significative chez les rats exposés à 100 ppm de TMB ».
Une étude (1997) montre que certains effets d'une exposition par inhalation de 4 semaines (6 h/jour, 5 jours/semaine) au TMB à des concentrations de 0, 25, 100 ou 250 ppm peut-être durables. Ainsi chez les rats exposés à 250 ppm de TMB), 14 à 54 jours après la dernière exposition (par inhalation) certains réflexes restent ralentis, de même que l'apprentissage d'un évitement actif bidirectionnel (.

Les rats exposés à 100 et 250 ppm de TMB montrent aussi une réaction de peur (ici induite par un choc électrique sur le pied) anormalement persistante. Ces données suggèrent que l'inhalation chronique de faibles doses de TMB peut conduire à des perturbations durables de certaines fonctions du système nerveux central.
Sa toxicité est confirmée chez le rat de laboratoire adulte par Korsak & al. en 2000, puis 5 ans après, une toxicité développementale est en outre démontrée par Saillenfait & al. (2005).
Ce produit est également classé dangereux pour l'environnent aquatique.

## Occurrence naturelle
Le pseudocumène est présent dans le goudron de houille. Il a également été détecté comme arôme dans le café.

## Production et synthèse
Industriellement, le pseudocumène est isolé de la fraction C9 des hydrocarbures aromatiques durant le raffinage du pétrole ; il représente environ 40% de cette fraction. Il peut également être synthétisé par méthylation du toluène ou des xylènes, ou par dismutation du xylène sur des catalyseurs d'aluminosilicate.

## Utilisations
Le pseudocumène est un intermédiaire dans la production de composés pharmaceutiques, de parfums, des résines et de colorants. Il peut également servir d'agent stérilisant, et d'additif pour carburant.
Son oxydation produit l'anhydride trimellitique dont on peut faire des polymères à haute performance. Le pseudocumène produit dans l'industrie pétrochimique est converti en acide trimellitique par oxydation catalytique des groupes méthyle.

### Scintillateur
Dissous dans une huile minérale, il est utilisé comme scintillateur liquide
, dans des expériences en physique des particules telles que NOvA (en) et Borexino (en).